# Detektor półprzewodnikowy
Detektor półprzewodnikowy – rodzaj detektora promieniowania jonizującego wykorzystującego elementy półprzewodnikowe.
Detektory tego typu wykorzystują łatwość jonizacji materiału półprzewodnikowego (10 razy łatwiejsza niż gazu), która powoduje zmiany napięcia przyłożonego do niego. Napięcie to tworzy w półprzewodniku (na przykład dwóch lub trzech warstwach typu n lub p) strefę zaporową, odpowiadającą objętości aktywnej w komorze jonizacyjnej.